# Song lang (phim)
Song lang là một bộ phim điện ảnh chính kịch âm nhạc của Việt Nam năm 2018 do Leon Lê đạo diễn kiêm dựng phim, đồng thời cũng là tác phẩm điện ảnh đầu tay của anh. Bộ phim do Ngô Thanh Vân và Irene Trịnh đảm nhiệm vai trò sản xuất, dựa trên phần kịch bản do Leon Lê và Nguyễn Thị Minh Ngọc chấp bút. Phim được The Creatv Company cùng Studio68 chịu trách nhiệm sản xuất và Lotte Entertainment giữ vai trò phân phối, với sự tham gia diễn xuất của Isaac, Liên Bỉnh Phát, Minh Phượng, Tú Quyên, Kiều Trinh và Thanh Tú. Lấy bối cảnh tại Thành phố Hồ Chí Minh những năm 1980, nội dung phim xoay quanh mối quan hệ giữa Linh Phụng, kép hát chính của đoàn cải lương Thiên Lý, và Dũng, một tay chuyên đòi nợ thuê có xuất thân từ gia đình cải lương. Xuyên suốt bộ phim, nghệ thuật cải lương được làm nổi bật và giữ vai trò dẫn dắt toàn bộ mạch truyện; bản thân tựa đề của phim cũng được đặt theo tên một loại nhạc cụ có vai trò giữ nhịp trong cải lương.
Kịch bản của Song lang được Leon Lê thai nghén từ năm 2012, tuy nhiên do ý tưởng ban đầu không khả thi nên sau vài năm anh đã tìm tới nhà văn Nguyễn Thị Minh Ngọc để viết lại một kịch bản phù hợp hơn. Leon Lê mất một năm để tìm nhà đầu tư cho dự án nhưng đều bị từ chối; Ngô Thanh Vân là nhà sản xuất cuối cùng mà anh gửi kịch bản và cô đã đồng ý sản xuất tác phẩm chỉ sau hai ngày đọc bản thảo. Phim bắt đầu khai máy từ tháng 10 năm 2017. Quá trình ghi hình diễn ra trong 32 ngày không liên tục, với các cảnh quay chủ yếu được thực hiện tại quận 5, Thành phố Hồ Chí Minh. Leon Lê cùng soạn giả Hoàng Song Việt đã viết mới hoàn toàn phần ca từ của các phân đoạn cải lương trong tác phẩm; phần tân nhạc và cổ nhạc cũng được đầu tư và hòa âm với các nhạc cụ của một đoàn hát những năm 1980.
Song lang có buổi họp báo công chiếu ra mắt tại rạp Lotte Cinema Nam Sài Gòn ở Thành phố Hồ Chí Minh vào ngày 16 tháng 8 năm 2018 và chính thức khởi chiếu thương mại tại các rạp chiếu phim của Việt Nam từ ngày 17 tháng 8 năm 2018 dưới định dạng 2D. Sau khi ra mắt, tác phẩm đã nhận được nhiều lời tán dương từ khán giả và giới chuyên môn nhưng lại không đạt thành công lớn về mặt thương mại, khi chỉ thu về chưa đến 5 tỷ VND so với kinh phí sản xuất lên tới 20 tỷ VND. Song lang đã chiến thắng nhiều giải thưởng điện ảnh quan trọng của Việt Nam, bao gồm giải Bông sen vàng cho phim truyện điện ảnh tại Liên hoan phim Việt Nam lần thứ 21 và giải Cánh diều bạc cho phim truyện điện ảnh tại Giải Cánh diều 2018. Từ cuối năm 2018, phim đã được gửi đi tham dự và công chiếu tại nhiều liên hoan phim quốc tế, trong đó có Liên hoan phim quốc tế Tokyo và Liên hoan phim quốc tế Bắc Kinh, thu về hơn 30 giải thưởng tại các sự kiện điện ảnh này, đồng thời được cho là phim điện ảnh Việt Nam đoạt nhiều giải thưởng quốc tế nhất từ trước tới nay. Song lang ngoài ra cũng được khởi chiếu thương mại tại thị trường Nhật Bản và Hoa Kỳ.

## Nội dung
Ở Thành phố Hồ Chí Minh những năm 1980, Dũng – với biệt danh "Thiên Lôi" – là một tay đòi nợ thuê cho dì Nga, sẵn sàng bạo hành những khách hàng chậm trả nợ – mà một trong số những khách hàng đó là một gia đình có hai vợ chồng có hai con nhỏ. Cha mẹ Dũng từng theo đoàn hát cải lương, nhưng mẹ anh – Hồng Điểu – do không chịu được hoàn cảnh nên đã bỏ gia đình đi từ lúc anh còn bé. Một ngày nọ, Dũng đến rạp hát cải lương Thiên Lý để đòi nợ. Khi bà bầu của đoàn cải lương xin khất nợ, Dũng lôi hết trang phục sân khấu của đoàn ra định đốt bằng xăng. Linh Phụng – kép nam chính của đoàn – bước vào phòng vừa kịp lúc, tháo đồng hồ và dây chuyền vàng đưa Dũng nhận tạm, nhưng Dũng không lấy mà im lặng bỏ đi. Đêm hôm sau, Dũng mua vé xem vở cải lương Mỵ Châu – Trọng Thủy, với Linh Phụng vào vai Trọng Thủy, còn đào chính Thùy Vân vào vai Mỵ Châu. Dũng bị cuốn hút bởi vẻ đẹp và giọng hát của Linh Phụng. Sau khi vở diễn kết thúc, Dũng ra sau cánh gà và chợt gặp Linh Phụng, Linh Phụng bèn lấy tiền trả hết số nợ của đoàn hát cho Dũng. Dũng và Lan, con gái dì Nga, cũng thường xuyên ân ái với nhau vào mỗi tối.
Một ngày nọ, Linh Phụng đang ngồi một mình tại một quán ăn thì bị một khách nhậu gây sự, hắn hất nước vào mặt Linh Phụng và tỏ ý khinh rẻ nghệ sĩ cải lương. Linh Phụng tức giận gây gổ với vị khách, nhưng anh bị đánh đến ngất ra sàn. Dũng, người tình cờ có mặt ở đó, đã đánh lại kẻ gây sự và đuổi họ khỏi quán ăn. Tỉnh dậy tại nhà Dũng, Linh Phụng hối hận vì đã lỡ đêm diễn cải lương hôm đó và vội vàng chạy ra ngoài, nhưng nhận ra rằng mình đã đánh mất chìa khóa nên quay lại nhà Dũng. Lúc đầu cả hai còn bỡ ngỡ, nhưng sau khi cùng nhau chơi trò chơi điện tử, họ dần trở nên thân thiết hơn. Khi khu phố bỗng mất điện và không có lựa chọn nào khác, Dũng rủ Linh Phụng ra ngoài ăn. Trong khoảng thời gian này, Dũng đã tiết lộ cha anh là một người đệm đàn cải lương. Linh Phụng cũng chia sẻ bố mẹ anh phản đối việc anh trở thành nghệ sĩ nhưng cuối cùng vẫn chấp nhận để anh theo đuổi ước mơ. Tuy nhiên, trên đường đi xem con trai biểu diễn trên sân khấu lần đầu tiên trong vai trò kép chính, cả hai người đã qua đời vì tai nạn xe buýt.
Trở về nhà Dũng, Linh Phụng tìm thấy trên bàn của Dũng cuốn sách mà Linh Phụng vô cùng yêu thích. Kẹp ở giữa cuốn sách đó là một tờ giấy có lời bài hát mà cha Dũng đã viết ngày xưa. Dũng yêu cầu Linh Phụng hát theo những gì cha anh đã viết, nhưng Linh Phụng từ chối vì anh không thể hát mà không có nhạc đệm. Dũng sau đó đã lấy đàn nguyệt và song lang ra khỏi hộp và đệm đàn cho Linh Phụng hát; Dũng hồi tưởng về cha mình, một người đàn ông thất bại trong cuộc hôn nhân và bị vợ bỏ. Linh Phụng rất ấn tượng với kỹ năng của Dũng và khuyên anh nên quay lại với cải lương, thứ vốn là truyền thống của gia đình anh.
Sáng hôm sau, Linh Phụng tỉnh dậy; anh đi sửa chìa khóa và nhìn thấy một sợi dây chuyền treo ở hàng khóa nên đã mua và gói lại làm quà để tặng Dũng. Sau khi biết người vợ của gia đình mà mình từng đến đòi nợ đã tự tử vì không đủ tiền trả, Dũng đã bán tài sản của mình để trả nợ cho gia đình này, đồng thời nói với dì Nga là anh sẽ bỏ nghề. Tối hôm đó, Dũng đến trước cửa rạp hát cải lương cùng với cây đàn cha anh để lại, cùng lúc đó, Linh Phụng cũng đang diễn vở Mỵ Châu – Trọng Thủy bên trong. Tại ngưỡng cửa, Dũng bị chồng của người vợ đã tự tử đâm dao vào lưng và gục ngã, cùng lúc đó Linh Phụng trên sân khấu dường như cũng cảm nhận được cái chết của Dũng. Trời đổ mưa và xác của Dũng được xe cấp cứu đưa đi; Linh Phụng sau khi hết vở diễn cũng bước ra khỏi rạp và trở về nhà.

## Diễn viên
- Isaac vai Linh Phụng
Kép nam chính của đoàn cải lương Thiên Lý, dù sở hữu kỹ thuật hát điêu luyện nhưng vẫn thiếu đi phần hồn khi trình diễn.[3][4] Leon Lê cho biết "Linh Phụng" cũng chính là tên khai sinh của anh trước khi bố mẹ nuôi của anh đặt lại tên khi anh được 6 tuần tuổi, mang ý nghĩa là chim phượng hoàng trong Tứ Linh.[4] Isaac tiết lộ để nhập vai Linh Phụng, anh phải tập hát và vũ đạo cải lương chỉ trong vòng một tháng và đã bị trầm cảm do quá áp lực, trong đó khó khăn nhất là luyện tập kỹ thuật luyến láy, nhấn nhá đặc trưng của cải lương.[5][6][7] Leon Lê từng phản đối gắt gao khi Ngô Thanh Vân đề nghị lựa chọn Isaac vào vai diễn này, tuy nhiên sau cùng vẫn quyết định lựa chọn nam diễn viên do "khi anh diễn cải lương, vẫn có thể tin đó là nghệ sĩ cải lương, còn khi anh đóng các phân đoạn phim thì vẫn có tố chất điện ảnh".[8]
- Liên Bỉnh Phát vai Dũng
Một tên đòi nợ thuê, sống tại một căn tập thể cũ và không có ai thân thích.[3] Leon Lê được Đoàn Minh Tuấn – diễn viên đóng vai người gây gổ với Linh Phụng – giới thiệu Liên Bỉnh Phát vào vai diễn này.[9] Liên Bỉnh Phát cho biết đây là lần đầu tiên anh được một đoàn làm phim trực tiếp gọi đi thử vai.[10] Đạo diễn cho rằng Liên Bỉnh Phát hợp vai diễn cả về ngoại hình lẫn tâm hồn, "chỉ cần tưởng tượng chuyện gia đình mình bị đập tan là cậu ấy đủ cảm xúc để diễn tả sự mất mát".[9] Liên Bỉnh Phát đã phải đi học đánh đàn để thực hiện phân cảnh nhân vật Dũng đàn cho Linh Phụng hát trong phim.[11] Diễn viên nhí Bảo Bảo vào vai Dũng năm 8 tuổi, còn Thịnh Vinh vào vai Dũng năm 14 tuổi.[12]
- Minh Phượng vai Dì Nga
Bà chủ nợ nơi Dũng làm thuê. Vốn là một nghệ sĩ sân khấu, vai diễn dì Nga là vai điện ảnh đầu tiên mà Minh Phượng tham gia. Minh Phượng cũng cho biết vai diễn của bà chỉ ghi hình trong hai ngày.[13]
- Tú Quyên vai Thùy Vân
Đào chính của gánh hát Thiên Lý. Tú Quyên cho biết dù tham gia tuyển vai chỉ một lần nhưng "may mắn được chọn ngay vòng đầu tiên". Đây cũng là vai diễn điện ảnh đầu tiên của cô.[14]
- Kiều Trinh vai Hồng Điểu
Mẹ của Dũng, đã bỏ nhà ra đi khi Dũng còn nhỏ. Kiều Trinh chia sẻ cô coi Hồng Điểu là vai diễn đặc biệt trong suốt 15 năm hoạt động nghệ thuật và đã phải luyện tập rất nhiều cho vai diễn này.[15]
- Thanh Tú vai Lan
Người tình xinh đẹp và cá tính của Dũng.[5] Tạo hình của nhân vật lấy cảm hứng từ những cô gái của thập niên 1980, với tóc chải keo dựng cao, mái cong rất thịnh hành nhờ phong trào phim bộ Hồng Kông lúc bấy giờ.[16]

Phim có sự tham gia diễn xuất của các diễn viên phụ bao gồm nghệ sĩ Kim Phương trong vai bà Bầu của đoàn cải lương Thiên Lý và NSƯT Hữu Quốc trong vai kép đẹp Khánh Linh – người vào vai An Dương Vương trong vở cải lương Mỵ Châu – Trọng Thủy. Nam diễn viên Thạch Kim Long thủ vai Tài "đen" – người chồng trong gia đình đang nợ tiền dì Nga, nam diễn viên Xuân Hiệp vào vai Tư Sáng – cha của Dũng, còn hai diễn viên nhí Bảo Xuyên và Cát Vy lần lượt vào vai bé Ba và bé Hai, hai con của gia đình nhà Tài "đen". Các diễn viên khác xuất hiện trong phim bao gồm Huỳnh Ngọc Lan vào vai chị Lệ, Hoàng Sáng thủ vai thầy tuồng, Hồng Sáp vào vai bà đồ hội, Lệ Thi vào vai người mẹ, Ron Vương vai Bồn, Phước Tính vai Hiển và Bảo Châu thủ vai Lữ Bố / Triệu Đà.

## Chủ đề
Tên bộ phim Song lang được lấy từ tên một nhạc cụ cầm canh tiết tấu trong dàn nhạc cải lương, đờn ca tài tử Nam Bộ và ca Huế, mang nhiều ý niệm không chỉ trên sân khấu mà còn cả trong đời sống tâm linh của người nghệ sĩ. Cụm từ "song lang" trong tác phẩm còn được đạo diễn cài cắm ý tứ khác một cách ý nhị để ám chỉ hai chàng trai. Dù bản chất song lang không phải là một nhạc cụ chính, nhưng việc một dàn nhạc cải lương không thể thiếu đi nhịp song lang cũng tượng trưng cho việc Linh Phụng và Dũng không thể sống thiếu nhau, mà theo Leon Lê thì "Linh Phụng chính là chiếc song lang của Dũng".
– Leon Lê trả lời phỏng vấn Zing News
Nhiều khán giả sau khi xem tác phẩm đã tự đặt ra câu hỏi về mối quan hệ giữa hai nhân vật Dũng và Linh Phụng: Đó có phải là tình yêu, hay chỉ đơn thuần là sự đồng điệu, gắn kết, thương cảm trong thoáng chốc của hai tâm hồn xa lạ đang cô đơn đến cùng cực? Cây viết Quang Đức của Zing News so sánh mối quan hệ này với xúc tác giữa hai nhân vật chính trong phim điện ảnh Hàn Quốc Nhà vua và chàng hề, "một thứ tình huynh đệ keo sơn, đồng điệu, chẳng thể gọi tên", mà trong đó "Ánh mắt và ngoại hình của Isaac trong vai Linh Phụng có nét giống ánh mắt Lee Joon-gi trong vai Lee Gong-gil, một vẻ sắc rất nữ tính. Trong khi Liên Bỉnh Phát với Dũng Thiên Lôi như Kam Woo-sung với vai Jang-saeng, cũng bụi phủi, bất cần." Cây viết này cũng có nhận xét về phân cảnh làm tình giữa Dũng và Lan hoàn toàn "không lộ một chút da thịt nam nữ, [...] hẳn đạo diễn phải có dụng ý. Có nhiều tình tiết để chứng tỏ Dũng và cô bạn gái không chỉ là mối quan hệ qua đường, nhưng Dũng thực lòng yêu ai thì không ai có thể có câu trả lời." Một số giả thiết khác được khán giả đưa ra là Dũng là người song tính luyến ái, hoặc chỉ có nhân vật Linh Phụng đem lòng yêu đơn phương Dũng.

Tuy nhiên, đối với đạo diễn Leon Lê, mối quan hệ của Dũng và Linh Phụng lại chính là tình yêu, dù anh kiên quyết sẽ không để hai nhân vật nam chính có những đụng chạm da thịt vì không muốn "tầm thường hóa" định nghĩa về tình yêu đồng giới, và hơn nữa, với bối cảnh thập niên 1980, "những mối tình như vậy dù có đi nữa cũng chỉ dừng lại ở mức đó chứ không tiến xa hơn". Anh chia sẻ rằng mình cảm thấy "bức bối với cách những nhân vật đồng tính được khắc họa trong những bộ phim điện ảnh thời gian qua" và anh muốn Song lang là một "bộ phim mà trong đó, các nhân vật chính không có bất kỳ tương tác nào về mặt thể xác." Thông qua đó, khán giả sẽ cơ hội để nhìn nhận cả hai nhân vật "dưới góc độ là những con người bình thường" và "cảm nhận được luồng điện cảm xúc của hai thân thể dù không chạm". Chính vì điều này, Leon Lê cũng cho biết anh không muốn đóng khung tác phẩm của mình dưới định nghĩa một "phim LGBTQ". Leon Lê cho rằng Isaac và nhân vật Linh Phụng có những nét tương đồng nhất định, và chính Leon Lê đã ngồi với Isaac để khơi ra những trải nghiệm trong cuộc đời nam diễn viên:
Cậu ấy đã bao giờ yêu chưa? Đã bao giờ có một buổi tâm sự suốt đêm như Linh Phụng và Dũng trong phim? Hoặc có cảm giác đứng ở một khung cửa sổ, bên cạnh người mình yêu, dù hai cánh tay không chạm vào nhau nhưng luồng điện lớn đến mức khiến ta nổi da gà? Tôi hỏi: "Isaac, em có hiểu được điều đó không?". Một ngôi sao đại chúng, đã 30 tuổi rồi, phải có những trải nghiệm như vậy chứ? Một cảm giác khoái lạc, sung sướng dù không hề chạm vào nhau, hơi ấm của tình yêu. Đó chính là trải nghiệm của tôi nên tôi không hề hời hợt khi muốn đưa lên phim.
Nhà phê bình Trần Thị Ánh Nguyệt từ Tạp chí Văn hóa Nghệ thuật nhận định Leon Lê đã sử dụng thủ pháp song song để diễn tả "cái tứ của tác phẩm", từ tựa đề phim, đến việc hai nhân vật "đại diện cho hai tầng lớp khác nhau trong xã hội" với "số phận đi song song". Ở đoạn cuối phim, hai nhân vật chính không thể đến được với nhau, điều này đi theo quan niệm cá nhân của đạo diễn là "tình chỉ đẹp khi còn dang dở". Mối quan hệ của hai nhân vật đã được đạo diễn xác định ngay từ đầu, là "nhẹ nhàng nhưng sâu lắng, có thể xem như mơ hồ". Nhiều cây viết so sánh đoạn kết này với kết thúc của Elio Perlman và Oliver trong Call Me by Your Name (2017) và cho rằng sự dở dang của Song lang có phần nào nặng nề hơn. Lúc nhân vật Dũng ra đi cũng chính là lúc hai tiếng song lang kết thúc vở Mỵ Châu – Trọng Thủy vang lên; chi tiết này khiến nhà phê bình Lê Hồng Lâm liên hệ tới phim điện ảnh Bá vương biệt Cơ (1993) của Trần Khải Ca: "Cả hai bộ phim đều mượn cái chết ở đoạn kết [...]. Có điều, một bên là kẻ chủ động chọn cái chết 'kép' trên sân khấu để hóa giải bi kịch cuộc đời; một bên là hai cái chết bị động ở trên sân khấu và ngoài cuộc đời vì những ân oán, vay trả của kiếp người mà họ phải gánh chịu."

## Sản xuất

### Phát triển

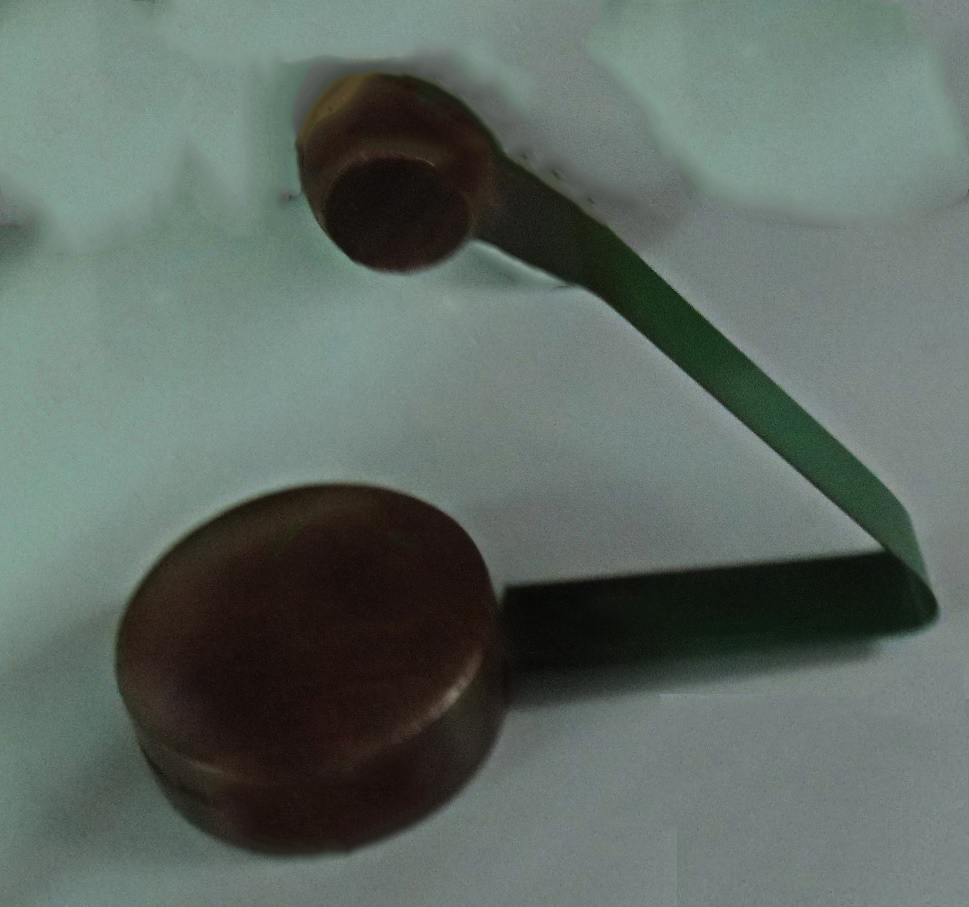
Song lang, một nhạc cụ trong dàn nhạc cải lương, đờn ca tài tử Nam Bộ và ca Huế được sử dụng làm tựa đề của bộ phim.

Sau khi trở về Việt Nam từ Hoa Kỳ vào năm 2008, với niềm yêu thích từ khi còn nhỏ với cải lương, Leon Lê đã ấp ủ thực hiện một vở cải lương tái hiện lại thời hoàng kim của bộ môn nghệ thuật này. Tuy nhiên, sớm nhận ra việc thực hiện cải lương trên sân khấu không khả thi về mặt nghệ thuật, anh đã nhanh chóng chuyển ý tưởng đó thành dự án phim. Anh cũng kiên quyết rằng vì đây là dự án điện ảnh đầu tay của mình nên nó phải là một phim mà anh muốn làm, và phải có cải lương. Kịch bản phim được thai nghén từ năm 2012, trong đó ý tưởng ban đầu của Leon Lê là thực hiện một phim điện ảnh về cải lương những năm 1960 với ghe thuyền ở chợ sông. Tuy nhiên sau nhiều năm theo đuổi ý tưởng, anh cho rằng bối cảnh này tốn quá nhiều kinh phí, đồng thời đòi hỏi phải có hiểu biết thực tế về thời kỳ đó, mà anh thì hiểu rõ về cải lương những năm 1980 hơn. Anh đã tìm đến sự giúp đỡ của nhà văn Nguyễn Thị Minh Ngọc để viết lại một kịch bản có tính khả thi cao hơn, với bản nháp đầu tiên của kịch bản được hoàn thành vào năm 2016. Ý tưởng cho nhân vật Dũng của Song lang cũng đến từ Năm Cam, một trùm tội phạm khét tiếng nhưng lại "rất mê xem hát và luôn mở tiệc ở nhà mời đào kép tới". Anh cho rằng nếu nhân vật chính cũng mê một kép nữ thì quá bình thường, vậy nên anh cho nhân vật kép chính là đàn ông. Dù vậy, Leon Lê cho biết anh muốn thể hiện một câu chuyện tình yêu khác với hầu hết các phim điện ảnh đề tài đồng tính khác mà anh từng xem.
Leon Lê cho biết anh mất một năm để tìm nhà đầu tư cho dự án, tuy nhiên tất cả đều từ chối do "rất thích kịch bản, nhưng không ai sẽ đến rạp xem bộ phim này". Anh không đưa kịch bản gốc cho Ngô Thanh Vân ngay từ đầu do cảm thấy phong cách làm phim của cô nghiêng về tính thương mại, thị trường nhiều hơn nghệ thuật, và bản thân cô cũng thường xuyên can thiệp vào nội dung tác phẩm. Ngô Thanh Vân là nhà sản xuất cuối cùng anh liên hệ sau nhiều lần bị các nhà đầu tư trong nước từ chối, dù anh cũng không đặt nhiều hy vọng. Tuy nhiên chỉ sau hai ngày nhận kịch bản, cô đã đồng ý sản xuất Song lang mà không yêu cầu chỉnh sửa gì ở phần kịch bản. Leon Lê cho rằng có thể cô đã nhìn ra được tiềm năng cùng yếu tố thương mại ở một bộ phim về cải lương, đồng thời bản thân tác phẩm cũng đúng với hướng đi của Studio68 – một phim điện ảnh mang yếu tố văn hóa cổ truyền.
Trong quá trình phát triển tác phẩm, Leon Lê đã nghiên cứu chuyên sâu về cải lương, tìm đến những nghệ sĩ, nghệ nhân, nhạc sĩ gạo cội của cải lương nghe chia sẻ, đồng thời học cách truyền tình yêu cải lương đến các diễn viên trẻ. Việc từng tham gia diễn xuất trong một số phim điện ảnh và truyền hình của Việt Nam cùng với kinh nghiệm đạo diễn các phim ngắn trước đây là tiền đề để anh thực hiện tác phẩm điện ảnh đầu tay này. Nhiều chi tiết trong kịch bản được Leon Lê lấy từ trải nghiệm cũng như suy nghĩ của chính anh trong cuộc sống, như việc Linh Phụng lúc bé tìm nhặt những hạt kim sa khi đi theo gánh hát cải lương, hay chuyện có thể du hành thời gian bằng nơi chốn, đồ vật và con người. Thời lượng cải lương trong phim được đạo diễn tính toán để vừa đủ thỏa mãn các khán giả ái mộ, nhưng cũng không quá dài để gây nhàm chán cho khán giả đại chúng. Song lang cũng được đạo diễn thừa nhận là có chịu ảnh hưởng từ phong cách làm phim của Vương Gia Vệ.

### Tuyển vai
Để tìm kiếm diễn viên vào vai kép chính trong Song lang, Leon Lê có hai hướng lựa chọn: hoặc tìm diễn viên cải lương chuyên nghiệp và đào tạo họ diễn xuất, hoặc tìm diễn viên điện ảnh và đào tạo họ hát cải lương. Nhà sản xuất Ngô Thanh Vân là người đã đề nghị Leon Lê lựa chọn Isaac cho vai Linh Phụng, tuy nhiên đề nghị này đã bị đạo diễn từ chối vì cho rằng Ngô Thanh Vân đề nghị như vậy là để giúp đỡ "gà cưng", đồng thời cũng không muốn khán giả bị ảnh hưởng bởi danh tiếng diễn viên. Tuy nhiên sau nhiều lần tuyển vai, Leon Lê đánh giá các diễn viên cải lương khi thoại và diễn theo lối điện ảnh đều không đạt. Nhận thấy Isaac vẫn là lựa chọn phù hợp nhất khi anh có kinh nghiệm diễn xuất điện ảnh và cũng đủ khả năng hóa thân thành kép chính sau khi dành gần hai tháng luyện tập hát cải lương, Leon Lê đã mời Isaac tham gia các buổi thử vai – quá trình này hoàn toàn không có sự can thiệp của Ngô Thanh Vân.
Leon Lê cho biết anh tìm kiếm một diễn viên có chất giọng miền Nam trầm ấm cho vai Dũng. Anh sau đó được Đoàn Minh Tuấn – diễn viên đóng vai người gây gổ với Linh Phụng – giới thiệu Liên Bỉnh Phát vào vai diễn này. Liên Bỉnh Phát cho biết anh đã trải qua ba vòng thử vai, kéo dài khoảng hơn bốn tháng, và chính thức nhận vai diễn vào tháng 10 năm 2017. Leon Lê đã ngồi bốn tiếng nói chuyện với nam diễn viên để tìm ra hướng đi của Liên Bỉnh Phát với vai diễn. Trong một lần chia sẻ về lý do chọn lựa hai diễn viên chính, đạo diễn Leon Lê cho rằng anh nhìn thấy được "sự mong manh, dễ vỡ và cô đơn" của một ngôi sao "rất giống với Linh Phụng" ở bên trong Isaac, trong khi Liên Bỉnh Phát rất hợp vai "không chỉ về ngoại hình mà cả tâm hồn". Phim cũng có sự tham gia của nhiều nghệ sĩ cải lương và sân khấu như NSƯT Hữu Quốc, Kim Phương và nghệ sĩ Minh Phượng. Nam đạo diễn cho biết anh muốn tác phẩm của mình có sự tham gia của các nghệ sĩ cải lương thực thụ để tạo ra được "chất cải lương" cho phim.

### Tiền kỳ

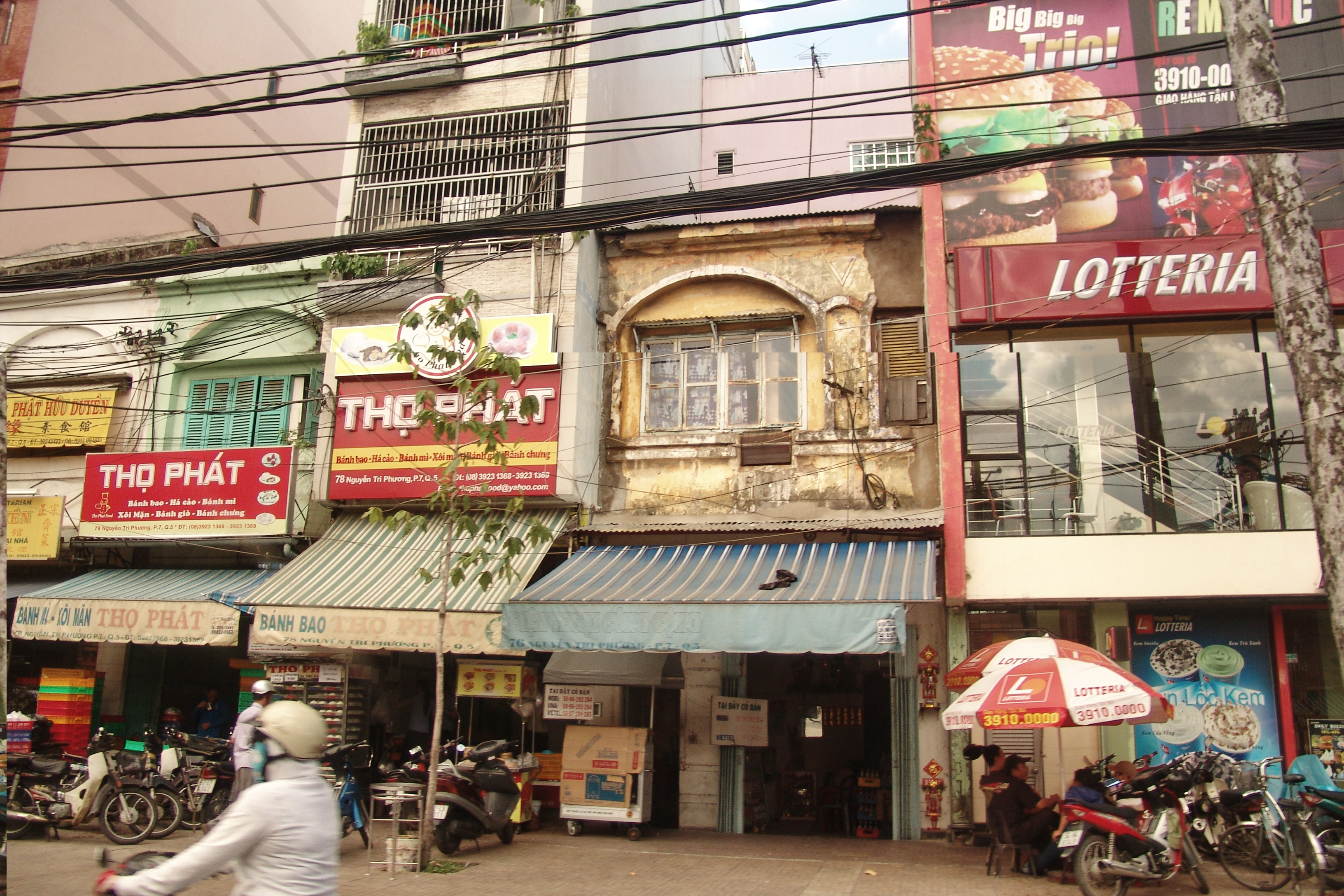
Song lang được quay chủ yếu tại khu phố người Hoa thuộc quận 5, Thành phố Hồ Chí Minh, nơi Leon Lê cho rằng vẫn còn giữ được "nét đẹp mộc mạc vốn có trước đây của thành phố".

Đa phần bối cảnh trong phim là ở khu phố người Hoa thuộc quận 5, Thành phố Hồ Chí Minh, nơi mà đạo diễn cho rằng vẫn còn giữ được "nét đẹp mộc mạc vốn có trước đây của thành phố". Đội ngũ làm phim đã dành nhiều tuần để tìm kiếm các khu phố cũ tại Thành phố Hồ Chí Minh, trước khi thực sự ngồi xuống cùng nhau để vạch ra định hướng cho phần bối cảnh của phim. Nhiều hình ảnh về Sài Gòn thập niên 1980 đã được sưu tập để đảm bảo độ chính xác về mặt lịch sử. Đoàn làm phim cũng gặp khó khăn trong việc tìm kiếm rạp hát cải lương phù hợp với bối cảnh sau giải phóng năm 1975, do phần lớn rạp hát cải lương hiện tại đã bị chuyển đổi mục đích sử dụng hoặc phục dựng lại khác trước. Leon Lê không muốn phải xây dựng bất cứ công trình nào để tạo bối cảnh, vậy nên các cảnh ngoại đều chủ yếu giữ nguyên so bối cảnh hiện tại của thành phố. Một số ít bối cảnh được đoàn làm phim dàn dựng mới là biển hiệu Sinco trên sân thượng tòa nhà và nội thất bên trong rạp hát Kim Châu.
Song lang nhận được sự trợ giúp từ truyền nhân Kim Phượng của gánh hát Huỳnh Long, người đã có hơn ba mươi năm kinh nghiệm trong việc làm đồ diễn cho nghệ sĩ cải lương. Các trang phục cải lương đều được phục dựng theo đúng thời điểm thập niên 1980, với màu sắc, hoa văn và cách đính hạt kim sa, kết cườm của từng bộ trang phục đều được thực hiện thủ công và cân nhắc cho phù hợp với từng vai diễn. Chiếc áo lông ngỗng của Mỵ Châu trong vở diễn của Song lang do nhà thiết kế Công Trí thực hiện trong 30 ngày cùng 5 người thợ. Thời gian đầu trước khi thực hiện chiếc áo, Leon Lê và Công Trí đã cùng xem lại toàn bộ tư liệu liên quan đến bộ trang phục. Hàng nghìn chiếc lông ngỗng đã được vận chuyển từ Hà Nội vào Thành phố Hồ Chí Minh để thực hiện gắn thủ công trên chiếc áo. Một số nghệ sĩ cải lương như Phương Dung, Quốc Trầm cũng được mời tư vấn về trang phục cho bộ phim. Ngoài ra, việc khôi phục các đạo cụ và bối cảnh của thập niên 1980 như lò xô, gạc-măng-rê hay tiệm băng đĩa một phần là từ nghiên cứu cá nhân trong quá trình chuẩn bị của Ghia Phạm, một phần cũng là nhờ hình tư liệu mà đạo diễn cung cấp. Máy trò chơi điện tử trong phim được sử dụng từ các thiết bị nhái của Trung Quốc và Thái Lan. Các đạo cụ cải lương cũ như đàn nguyệt và song lang cũng gây khó khăn cho đội ngũ làm phim trong công tác tìm kiếm.
Trong thời gian tiền kỳ, nhằm giúp Liên Bỉnh Phát nhập tròn vai một nhân vật cô độc như Dũng, Leon Lê đã yêu cầu anh phải tự cô lập bản thân trong khoảng một tháng, cố gắng không giao tiếp với gia đình, bạn bè hay sử dụng mạng xã hội. Isaac và Liên Bỉnh Phát cũng được đạo diễn tạo cơ hội gặp nhau để thân thiết và có những tương tác tự nhiên hơn trước ống kính, trong đó có việc tập thoại và tập chơi trò chơi điện tử cùng nhau nhiều lần; Leon Lê đồng thời cũng phân tích kịch bản rất kỹ cho cả hai diễn viên. Trước thời điểm bấm máy, Liên Bỉnh Phát tới gặp một nghệ sĩ lớn tuổi để được dạy cách đánh đàn; do thời gian có hạn nên nghệ sĩ này chỉ luyện cho anh tư thế ngồi và thần thái chuẩn mực của người nghệ sĩ. Liên Bỉnh Phát hoàn thành các kỹ năng cần thiết cho cảnh quay này sau bốn buổi tập luyện.

### Quay phim
Song lang ban đầu dự kiến được bấm máy từ năm 2016, nhưng vì một số trục trặc nên dự án chính thức khai máy vào ngày 1 tháng 10 năm 2017, tức ngày giỗ Tổ sân khấu của năm 2017. Phim phải trải qua bốn đợt quay vì tính cầu toàn của Leon Lê. Đoàn làm phim thực hiện tổng cộng 32 ngày quay không liên tục tại Thành phố Hồ Chí Minh, trải dài trong suốt năm tháng, giữa đó có khoảng ba tháng tạm ngừng quay. Số lượng nhân sự trên phim trường có lúc lên tới 500 người. Phân cảnh được quay trong ngày đầu tiên ghi hình là cảnh nhân vật Dũng đòi nợ trong chợ ở đầu phim. Trong quá trình thực hiện tác phẩm, Ngô Thanh Vân nhiều lần yêu cầu đạo diễn Leon Lê thêm vào những cảnh thân mật giữa hai nhân vật chính nhằm thu hút thị hiếu khán giả. Tuy nhiên, nam đạo diễn nhất quyết từ chối yêu cầu này. Ngô Thanh Vân không can thiệp nhiều trong khâu ghi hình, cô chỉ lên trường quay ba lần, mỗi lần khoảng 2–3 tiếng. Đây cũng chính là điều kiện mà Leon Lê đặt ra với cô, vì anh không "sẵn sàng bắt tay với một đối tác có khả năng làm nát bét kịch bản của mình". Tới tháng 3 năm 2018, các nguồn tin xác nhận phim đã hoàn tất phần ghi hình.
Bối cảnh của nội cảnh buổi tối được thiết lập ở mức tối giản nhất, với ánh đèn được điều chỉnh sao cho tự nhiên nhất có thể mà vẫn đảm bảo độ phơi sáng, trong khi ánh sáng của các phân cảnh biểu diễn cải lương lại phụ thuộc nhiều vào ánh sáng sân khấu. Những ký ức về Sài Gòn những năm 1980 của Leon Lê như trò chơi điện từ Nintendo, máy radio, băng cassete cũng được anh lồng ghép vào trong tác phẩm, mà điển hình là phân cảnh hai nhân vật chính cùng chơi trò chơi Contra và dần thân thiết hơn. Để có được những tương tác tự nhiên trước ống kính, đạo diễn cũng buộc cả hai luyện tập giao tiếp rất nhiều cùng nhau. Phân cảnh hai nhân vật chính trò chuyện bên cửa sổ vào buổi sáng, vốn là một phân cảnh quan trọng của tác phẩm, lại được ghi hình vào buổi tối và thực hiện tới 27 lần; Liên Bỉnh Phát cũng cho rằng những cảnh nội tâm như vậy là những phân đoạn khó diễn nhất trong phim. Phân cảnh nhân vật Dũng đánh đàn được quay vào buổi đêm cũng được Liên Bỉnh Phát coi là một trong những phân cảnh "chật vật nhất", trong đó anh chơi đàn thật trong những khung hình toàn cảnh, và nhờ một nghệ sĩ chuyên nghiệp đóng thế phần tay ở các khung hình cận cảnh.
Giám đốc hình ảnh Bob Nguyễn và Leon Lê rất muốn sử dụng phim nhựa 16 mm cho Song lang, nhưng vì áp lực thời gian và ngân sách nên cả đã hai lựa chọn thử nghiệm tác phẩm với một số loại ống kính từ cũ đến mới cùng nhiều chất liệu máy quay khác nhau. Lựa chọn cuối cùng của cả hai là máy quay Alexa Mini với ống kính Zeiss Super Speed Mark III. Vì những giới hạn về kinh tế, Bob Nguyễn và Leon Lê không thể áp dụng tỉ lệ khung hình 4:3 hay 16:9 truyền thống khi thực hiện Song lang. Với lợi thế là các bối cảnh có những mảng cao đẹp và nhiều chi tiết, phim được áp dụng tỉ lệ 3:2, vốn là một cỡ hình hẹp, cao và hiếm dùng có nguồn gốc từ nhiếp ảnh, đã từng được Bob Nguyễn sử dụng trong phim kinh dị The Perfect Host: A Southern Gothic Tale (2018) mà anh đảm nhiệm vai trò ghi hình. Tỷ lệ khung hình này được nhìn nhận là truyền tải được tinh thần của tác phẩm: một bộ phim kinh phí thấp, không hoành tráng, với nội dung về một thời kỳ trong lịch sử. Tác phẩm cũng thường xuyên sử dụng các góc máy cận và trung cận để bắt trọn nhân vật và bối cảnh vào một khung hình.

### Hậu kỳ
Tháng 3 năm 2018, các nguồn tin cho biết Song lang đã bước vào quá trình hậu kỳ. Các kỹ thuật hậu kỳ của tác phẩm do công ty Pixels Garden đảm nhiệm. Phim được chỉnh sang tông màu ấm, tương phản với độ bão hòa cao. Việc thống nhất màu phim từ giai đoạn tiền kỳ giúp cho việc chỉnh màu ở giai đoạn hậu kỳ chỉ mất khoảng sáu tuần, và những khung phim được đưa ra cũng đảm bảo độ sắc nét cũng như sự thống nhất về mặt màu sắc và hình ảnh. Ngô Thanh Vân chỉ thật sự tham gia vào dự án trong khoảng 1 tháng trước khi phim chính thức được công chiếu. Một số phân cảnh nhỏ trong bản dựng hoàn chỉnh đã bị cắt bỏ theo yêu cầu của Hội đồng duyệt phim Quốc gia; điều này dấy lên dư luận rằng cảnh bị cắt là một cảnh hôn nhau giữa hai nhân vật chính, nhưng Leon Lê sau đó đã phủ nhận chi tiết này. Bản dựng cuối cùng của phim được hoàn thành trước khi tác phẩm ra rạp một tuần.

### Âm nhạc
Song lang nhận được sự cố vấn cải lương từ Hoàng Song Việt, soạn giả của nhiều vở tuồng cải lương. Đạo diễn Leon Lê và Hoàng Song Việt đã viết mới hoàn toàn phần ca từ trong các phân đoạn cải lương nhằm tránh bị trùng lặp và so sánh với những nghệ sĩ gạo cội từng biểu diễn các vai diễn đó. Phần tân nhạc và cổ nhạc cũng được đầu tư và hòa âm với các nhạc cụ của một đoàn hát những năm 1980. Các bài hát cải lương được Leon Lê yêu cầu Isaac trực tiếp thể hiện vì anh không chấp nhận để nghệ sĩ khác hát thế các bài hát này. Leon Lê cũng góp giọng trong một số nhạc phẩm cải lương trong phim. Tác phẩm "Lý bông dừa (Vọng cổ)" đã được Tú Quyên trình diễn trực tiếp tại sự kiện WeChoice Awards 2018 vào ngày 5 tháng 1 năm 2019. Một số phân cảnh trong phim có lồng ghép các bài nhạc vào nền âm đài phát thanh, loa phường, rạp hát, cụ thể là khi nhạc phẩm "Hương thầm" do Phan Thị Thanh Nhàn và Vũ Hoàng sáng tác vang lên từ loa nhà hát trong cảnh lần đầu Dũng gặp Linh Phụng hay lúc loa phường phát bài "Hát về cây lúa hôm nay" của tác giả Hoàng Vân ở cảnh buổi sáng khi Linh Phụng và Dũng tỉnh dậy. Trần Thị Ánh Nguyệt trong bài phê bình cho Tạp chí Văn hóa Nghệ thuật đã đánh giá cao sự "tinh tế" này khi các bài hát được chèn vào đều "gợi dẫn về tâm trạng qua đó dẫn dắt mạch cảm của người xem".
Bên cạnh phần nhạc cải lương, Song lang còn có phần nhạc nền do nhà soạn nhạc Tôn Thất An đảm nhiệm. Tôn Thất An cho biết anh cùng với Leon Lê đã trao đổi rất nhiều về phần nhạc nền của tác phẩm. Ban đầu Leon Lê muốn đưa các yếu tố cải lương vào phần nhạc nền, nhưng Tôn Thất An cho rằng nên để bộ phim được "thở". Do nhạc cải lương đã chiếm nhiều ưu thế, cùng với việc bầu không khí phim noir trong tác phẩm làm liên tưởng đến dòng phim điện ảnh Hồng Kông đầu thập niên 1990, anh quyết định biên soạn phần âm nhạc của phim theo hướng này. Tôn Thất An cho biết anh tạo ra "bản sắc" âm nhạc của nhân vật Dũng bằng cách sử dụng âm thanh guitar điện, và chuyển sang hướng trữ tình hơn với tiếng cello khi nhân vật dần được phát triển về chiều sâu. Leon Lê hầu như không can thiệp quá nhiều vào quá trình thực hiện phần nhạc nền, trừ bản nhạc "Elegy" ở phân cảnh cuối phim, vốn mất một tuần để Tôn Thất An hoàn thiện bản nhạc hoàn chỉnh sau năm lần thử nghiệm không thành công. Ở phân đoạn cao trào này, phần nhạc cải lương trên sân khấu cũng được làm câm hoàn toàn và thay thế bằng phần nhạc nền nhằm dẫn dắt cảm xúc của khán giả.
Album Song lang: Tuyển tập nhạc phim bao gồm các bài nhạc cải lương trong phim được phát hành trên các nền tảng số vào năm 2018. Album nhạc nền phim với 20 bản nhạc do nhà soạn nhạc Tôn Thất An đảm nhiệm được phát hành trên Bandcamp vào ngày 16 tháng 8 năm 2018 với tựa đề Song lang.
| Song lang        | Song lang                                       | Song lang  |
| STT              | Nhan đề                                         | Thời lượng |
| ---------------- | ----------------------------------------------- | ---------- |
| 1.               | "Opening"                                       | 1:40       |
| 2.               | "Dũng I"                                        | 5:18       |
| 3.               | "A Day in the Life / Dũng II"                   | 1:31       |
| 4.               | "Little Girls" (Piano Version)                  | 3:07       |
| 5.               | "Dũng III"                                      | 5:06       |
| 6.               | "Empty Stage"                                   | 1:14       |
| 7.               | "Little Girls" (Cello Version)                  | 3:18       |
| 8.               | "Omen"                                          | 2:29       |
| 9.               | "Night Ride"                                    | 0:41       |
| 10.              | "City"                                          | 2:59       |
| 11.              | "Rooftop Talk"                                  | 4:23       |
| 12.              | "Church" (Little Girls – Cello & Piano Version) | 3:05       |
| 13.              | "Night / Morning After"                         | 4:44       |
| 14.              | "Crying Freeman"                                | 1:31       |
| 15.              | "Looking Up"                                    | 0:32       |
| 16.              | "A New Path"                                    | 2:50       |
| 17.              | "Elegy"                                         | 4:16       |
| 18.              | "Opus Posthumous / End Titles"                  | 7:18       |
| 19.              | "Void"                                          | 3:13       |
| 20.              | "Elegy" (Version I)                             | 4:54       |
| Tổng thời lượng: | Tổng thời lượng:                                | 64:09      |

| Song lang: Tuyển tập nhạc phim | Song lang: Tuyển tập nhạc phim | Song lang: Tuyển tập nhạc phim | Song lang: Tuyển tập nhạc phim | Song lang: Tuyển tập nhạc phim |
| STT                            | Nhan đề                        | Sáng tác                       | Thể hiện                       | Thời lượng                     |
| ------------------------------ | ------------------------------ | ------------------------------ | ------------------------------ | ------------------------------ |
| 1.                             | "Mở màn"                       |                                | Nhiều nghệ sĩ                  | 0:35                           |
| 2.                             | "Sương chiều"                  | Hoàng Song Việt Leon Lê        | Isaac Tú Quyên                 | 2:29                           |
| 3.                             | "Xàng xê"                      | Hoàng Song Việt Leon Lê        | Isaac Xuân Phước               | 1:36                           |
| 4.                             | "Lý bông dừa (Vọng cổ)"        | Hoàng Song Việt Leon Lê        | Isaac Tú Quyên                 | 2:34                           |
| 5.                             | "Giang tô điểu ngữ"            | Leon Lê                        | Tú Quyên                       | 1:50                           |
| 6.                             | "Nặng tình xưa"                | Leon Lê                        | Hữu Quốc                       | 1:29                           |
| 7.                             | "Nam ai (Lớp mái)"             | Leon Lê                        | Isaac                          | 2:08                           |
| 8.                             | "Phụng nghi đình"              | Hoàng Song Việt Leon Lê        | Kiều Trinh Leon Lê             | 1:16                           |
| 9.                             | "Trường tương tư"              | Leon Lê                        | Isaac                          | 3:09                           |
| 10.                            | "Hoài tình"                    | Bảy Nhiêu                      | Phương Thủy                    | 3:07                           |
| 11.                            | "Thương về đất mũi"            | Leon Lê                        | Isaac                          | 1:05                           |
| Tổng thời lượng:               | Tổng thời lượng:               | Tổng thời lượng:               | Tổng thời lượng:               | 21:18                          |

## Phát hành
Song lang có buổi họp báo và công chiếu ra mắt tại rạp Lotte Cinema Nam Sài Gòn, Thành phố Hồ Chí Minh vào ngày 16 tháng 8 năm 2018. Phim được khởi chiếu rộng rãi tại Việt Nam vào ngày 17 tháng 8 năm 2018 dưới định dạng 2D. Leon Lê cho biết nhờ bấm máy trễ một năm so với dự định, Song lang đã được phát hành đúng thời điểm kỷ niệm 100 năm của nghệ thuật cải lương Việt Nam. Dù vậy, số lượng khán giả xem phim trên mỗi suất chiếu đều khá ít, trong đó các suất chiếu thường chỉ có dưới 10 khán giả. Phim vốn sẽ bị rút khỏi rạp sau 2 tuần ra mắt, tuy nhiên đạo diễn Nguyễn Hoàng Điệp đã kêu gọi kéo dài thời gian công chiếu của phim với chiến dịch trực tuyến "Cho Song lang thêm một tuần nữa" và đã nhận được sự hưởng ứng từ khán giả cũng như giới nghệ sĩ. Suất chiếu đêm ngày 6 tháng 9 năm 2018, vốn là suất chiếu cuối cùng của phim sau chiến dịch này, đã không còn ghế trống vì có quá nhiều khán giả đến thưởng thức tác phẩm. Sau khi kết thúc thời gian chiếu rạp, Song lang được phát hành trên nền tảng phim số Clip TV vào ngày 1 tháng 11 năm 2018 và ra mắt sóng truyền hình Việt Nam vào ngày 30 tháng 11 năm 2018 trên kênh K+.
Ngày 28 tháng 10 năm 2018, Song lang ra mắt khán giả Nhật Bản tại Liên hoan phim quốc tế Tokyo lần thứ 31 với tên gọi quốc tế là The Tap Box. Trong thời gian này, tác phẩm cũng được gửi đi tham dự Liên hoan phim quốc tế Hà Nội lần thứ 5.  Từ cuối năm 2018 đến năm 2021, phim đã được gửi đi tham dự và công chiếu tại hơn 50 liên hoan phim quốc tế, trong đó có Liên hoan phim châu Á Five Flavours lần thứ 12, Liên hoan phim quốc tế Bắc Kinh 2019, Liên hoan phim queer quốc tế Đài Loan 2019 và Liên hoan phim quốc tế Campuchia lần thứ 10. Do những ảnh hưởng của đại dịch COVID-19, một số liên hoan phim trong năm 2020 công chiếu Song lang dưới hình thức trực tuyến, bao gồm Liên hoan phim OUTstream và Liên hoan phim LGBT Pittsburgh Reel Q.
Ngày 21 tháng 3 năm 2019, các nguồn tin cho biết Song lang sẽ được phát hành tại các thị trường quốc tế, trong đó hãng Rain Trail Pictures sẽ phụ trách phân phối tác phẩm tại Nhật Bản, Bắc Mỹ và Đông Nam Á, còn IDEA Media Sales là đơn vị phụ trách những thị trường khác thông qua các hội chợ phim. Phim được khởi chiếu tại thị trường Nhật Bản từ ngày 22 tháng 2 năm 2020 với tựa đề Son Ran no Hibiki, trở thành tác phẩm điện ảnh thứ hai của Việt Nam được công chiếu thương mại tại quốc gia này sau Vợ ba (2019). Phiên bản đĩa DVD của phim cũng được phát hành tại Nhật Bản từ ngày 4 tháng 9 năm 2020. Tại thị trường Hoa Kỳ, phim do hãng Breaking Glass Pictures nắm quyền phân phối và phát hành dưới phương thức rạp chiếu thực tế ảo từ ngày 9 tháng 10 năm 2020 với tựa đề Two Men theo thỏa thuận giữa hãng này và Rain Trail Pictures. Phiên bản DVD được phát hành vào ngày 11 tháng 11 cùng năm, cùng với đó là sự xuất hiện trên các nền tảng số như Amazon Prime, Vudu và iTunes. Bản phim phát hành tại thị trường Hoa Kỳ có một vài điểm thay đổi nhỏ so với phiên bản chiếu rạp ở Việt Nam, tuy nhiên theo Leon Lê thì chỉ anh mới nhận ra những điểm thay đổi đó.

### Quảng bá
Áp phích quảng bá đầu tiên cho Song lang được đăng tải vào ngày 19 tháng 6 năm 2018, với thiết kế theo phong cách bìa đĩa, băng cassette cải lương phổ biến ở Sài Gòn vào thập niên 1980. Teaser đầu tiên của tác phẩm được đăng tải ngay một ngày sau đó, với độ dài khoảng 40 giây, cho thấy hình ảnh của từng thành viên trong đoàn cải lương Thiên Lý. Đoạn teaser thứ hai dài hơn 1 phút được ra mắt vào ngày 3 tháng 7 năm 2018. Khác với teaser đầu tiên vốn chỉ tập trung vào phần cải lương, teaser thứ hai cho thấy rõ hơn tuyến truyện về mối quan hệ giữa hai nhân vật nam chính. Sau khi teaser này được đăng tải, nhiều người hâm mộ cho rằng Song lang là một phim điện ảnh mang đề tài đồng tính, hoặc mang nội dung "xuyên không" từ quá khứ đến hiện tại do sự xuất hiện của câu thoại liên quan đến việc du hành vượt thời gian trong đoạn teaser – điểm này giống với phần cốt truyện đi xuyên thời gian của Cô Ba Sài Gòn (2017) vốn được Ngô Thanh Vân cố tình giấu kín trong quá trình quảng bá.
Áp phích chính thức của Song lang được công bố vào ngày 1 tháng 8 năm 2018, với cùng cách phối màu với các áp phích quảng bá trước đó và cách sắp xếp bố cục thể hiện ẩn ý của đạo diễn và đội ngũ sản xuất. Ngày 6 tháng 8, hãng Studio68 cho ra mắt trailer chính của phim với độ dài 2 phút rưỡi. Trong thời gian trước khi công chiếu, nhiều video hậu trường của phim cũng được đăng tải. Ngoài ra, nhằm quảng bá cho Song lang cũng như kỷ niệm 100 năm cải lương Việt Nam, Leon Lê cùng Ngô Thanh Vân đã phát động chiến dịch "Tôi muốn bảo tồn văn hóa Việt" trên Facebook và nhận được sự ủng hộ của nhiều nghệ sĩ cải lương gạo cội.
Cuối tháng 7 năm 2019, Leon Lê xác nhận anh đã hoàn thành cuốn sách nói về quá trình thực hiện Song lang, với thời điểm phát hành dự kiến vào mùa thu cùng năm nhằm kỷ niệm một năm ra mắt phim. Cuốn sách ảnh mang tên Song lang – Nhìn lại chính thức được phát hành vào tháng 10 năm 2019 thông qua trang Facebook của phim, với số lượng giới hạn 500 bản và ghi lại quá trình thực hiện bộ phim, những hình ảnh hậu trường chưa từng được công bố cũng như chú thích về những cảnh quay đã bị cắt bỏ. Theo nhu cầu của người hâm mộ quốc tế, phiên bản giới hạn bằng tiếng Anh của cuốn sách với tên gọi Song Lang: Behind the Curtain được phát hành vào tháng 11 năm 2020.

## Đón nhận

### Doanh thu phòng vé
Song lang thu về tổng doanh thu gần 5 tỷ VND so với kinh phí sản xuất lên đến 20 tỷ VND, được coi là thua lỗ vì chưa vượt qua được điểm hòa vốn. Phim được phát hành cùng thời điểm với Alpha: Người thủ lĩnh, Thám tử lừng danh Conan: Kẻ hành pháp Zero cùng các suất chiếu sớm của Chàng vợ của em. Sau ba ngày ra mắt, phim được tiết lộ là có doanh thu mở màn cao hơn doanh thu mở màn trước đây của Cô Ba Sài Gòn (2017) – một tác phẩm cũng do Ngô Thanh Vân sản xuất. Các nguồn tin cho biết lượng khán giả đến xem Song lang không nhiều bằng Chàng vợ của em, dù các suất chiếu của phim này mới chỉ là những suất chiếu sớm.
Lý giải cho sức hút kém của tác phẩm, một số nhà báo nhận định nguyên nhân chính là do Song lang thuộc dòng phim nghệ thuật lồng ghép yếu tố văn hóa truyền thống. Phim không chiều theo thị hiếu quen thuộc của số đông, trong khi phần lớn khán giả đến rạp là thanh thiếu niên trong độ tuổi 15–25, vốn hầu như chưa có ý thức về tình yêu nghệ thuật truyền thống.

### Đánh giá chuyên môn
Song lang nhận được nhiều ý kiến tích cực từ khán giả và giới chuyên môn cả trong nước lẫn quốc tế. Trên hệ thống tổng hợp kết quả đánh giá Rotten Tomatoes, phim nhận được 100% lượng đồng thuận dựa theo 7 bài đánh giá. Quang Đức của Zing News khen ngợi Song lang "đẹp đến từng cảnh quay [...]. Từ giọt nước rơi xuống vũng máu, từ trang sách cũ, từ ánh nhìn của nhân vật hay những góc quay trung, cận cảnh đều cho thấy sự chỉn chu, kỹ lưỡng đến mức hoàn hảo, khó có thể chê trách." Viết cho Tuổi Trẻ Online, nhà báo Minh Trang nhận định "cải lương trong Song lang đã không dừng lại ở thứ nước sốt rưới lên món ăn cho đúng điệu, mà là mùi vị riêng biệt khi trở thành xương sống nâng đỡ cho cả bộ phim, trong đó có mối tình e ấp mới chỉ chớm nở của Linh Phụng và Dũng 'thiên lôi'." Cây viết Mi Ty từ Thế giới Điện ảnh khen ngợi đạo diễn Leon Lê vì đã "thổi một luồng gió mới cho điện ảnh Việt với một bộ phim đủ chiều sâu và mực thức." Tạp chí Elle Man Vietnam đặc biệt nhấn mạnh phong cách tối giản của phim "dù vẫn còn non nớt", nhận định cách mà phim nói về cải lương "không dài dòng, không bi lụy, không kêu gọi 'Hãy bảo tồn tôi đi', mà rạng ngời, hấp dẫn và tự thân nó chứng minh những giá trị không thời gian nào có thể tàn phá." Trong khi đó, Nguyễn Tuấn của Thanh Niên thì ví tác phẩm như "một mùi hương vương vấn trong lòng khán giả để rồi có đôi chút tiếc nuối, có đôi chút nhớ nhung và cũng có đôi chút buồn man mác". Nhà phê bình điện ảnh Lê Hồng Lâm cũng đưa tên Song lang vào cuốn sách 101 bộ phim Việt Nam hay nhất xuất bản năm 2018 của anh, đồng thời ví tác phẩm như một "viên ngọc" của điện ảnh Việt Nam khi đã thể hiện được vẻ đẹp của sự "nguyên bản".
Nhà phê bình Elizabeth Kerr của The Hollywood Reporter ví bộ phim đầu tay của đạo diễn Leon Lê như "một sự hòa quyện đặc biệt giữa Tâm trạng khi yêu của Vương Gia Vệ và Trước lúc bình minh của Richard Linklater" mà vẫn mang đậm tinh thần Việt Nam. Viết cho trang Cinefil của Nhật Bản, Vivienne Sato nhận định: "Tác phẩm này ngợi ca vẻ đẹp của sự vô định, không chắc chắn và mơ hồ. Có những câu chuyện ở khắp nơi trên thế giới mà không ai có thể nhìn thấy hay kể lại [...]. Tuy nhiên, [những câu chuyện ấy] vẫn sẽ tiếp tục ảnh hưởng đến chúng ta, những người đã biết tới nó." Cây bút Higashi Shinpei của Note thì so sánh Song lang với Bá vương biệt Cơ (1993) – một phim điện ảnh sử dụng Kinh kịch Trung Hoa làm chủ đề chính – và bình luận: "Gặp gỡ ai đó và yêu ai đó cũng đồng nghĩa với việc một ngày nào đó bạn sẽ phải chia tay người đó. [...] Nếu bạn có thể gặp một người như vậy dù chỉ trong một khoảng thời gian ngắn ngủi, thì cuộc sống của bạn thực sự không hề đáng quên lãng." Còn đối với Alix Turner của Ready Steady Cut – người đã chấm bộ phim số điểm tuyệt đối 5 trên 5, Song lang là "một tác phẩm đầu tay đẹp đẽ, tự nhiên và dịu dàng" đã làm anh phải "choáng váng". Bình luận về Song lang khi phim được chiếu trong khuôn khổ của Liên hoan phim châu Á Thái Bình Dương Los Angeles, Li-Wei Chu cho rằng tác phẩm hoàn toàn có thể đứng ngang hàng với Mùi đu đủ xanh (1993) của Trần Anh Hùng, và "xem Song lang có cảm giác như đang xem tác phẩm của một bậc thầy vậy." Song lang cũng là phim điện ảnh Việt Nam duy nhất được Pitchfork xếp vào danh sách 30 phim âm nhạc queer xuất sắc nhất.
Bên cạnh vô số lời tán dương, vẫn có ý kiến cho rằng quá trình phát triển và chuyển biến tâm lý của nhân vật còn thiếu chiều sâu, đồng thời tuyến nhân vật phụ cũng chưa được tập trung phát triển. Ân Nguyễn từ VnExpress cho rằng cốt truyện của Song lang còn "mỏng" và bình luận: "Nhân vật Dũng trải qua hành trình để tìm lại tình yêu với nghệ thuật nhưng quá trình chuyển đổi quá nhanh, chỉ trong thời gian ngắn. [...] Dưới đường dây chính, biên kịch chưa phát triển câu chuyện ngầm đủ mạnh nên nhân vật chưa có chiều sâu, xung đột nội tâm hay trở ngại của nhân vật còn nhẹ." P.C.Tùng của Thanh Niên cũng cho rằng những phát triển tình cảm của hai nhân vật chính "bị chắp nối nửa vời", đồng thời nhìn nhận tác phẩm đang "loay hoay không biết nên thiên hẳn về cải lương hay chọn một góc khuất của cải lương để khai thác".

### Giải thưởng
Song lang đã chiến thắng nhiều giải thưởng điện ảnh quan trọng của Việt Nam. Phim chiến thắng 5 giải thưởng tại Liên hoan phim Việt Nam lần thứ 21, bao gồm giải Bông sen vàng cho phim truyện điện ảnh. Tại Giải Cánh diều 2018, phim được trao tặng giải Cánh diều bạc cho phim truyện điện ảnh, để mất giải Cánh diều vàng vào tay Chàng vợ của em. Từ cuối năm 2018, tác phẩm đã được gửi đi tham dự và công chiếu tại nhiều liên hoan phim quốc tế và thu về hơn 30 giải thưởng cho phim truyện, đạo diễn và nam diễn viên chính xuất sắc, chủ yếu đến từ các liên hoan phim dành cho phim LGBT. Các giải thưởng lớn nhất phim đoạt được là giải Phim truyện xuất sắc nhất tại Liên hoan phim LGBTQ Atlanta – Out On Film 2019, Liên hoan phim queer Seattle lần thứ 24, Liên hoan phim người Mỹ gốc Á Seattle 2020 và Festival Mix: Cine y Diversidad Sexual lần thứ 24. Song lang được cho là phim điện ảnh Việt Nam đoạt nhiều giải thưởng quốc tế nhất từ trước tới nay. Tại Liên hoan phim quốc tế Thành phố Hồ Chí Minh lần 1 năm 2024, Song lang được xướng tên ở hạng mục Phim về Thành phố Hồ Chí Minh xuất sắc nhất, trở thành dự án điện ảnh Việt Nam duy nhất đạt giải ở liên hoan phim này.
| Giải thưởng                                                     | Ngày              | Hạng mục                                                                                                   | Đề cử                        | Kết quả       | Nguồn           |
| --------------------------------------------------------------- | ----------------- | --- | ---------------------------- | ------------- | --------------- |
| Liên hoan phim quốc tế Tokyo                                    | 2 tháng 11, 2018  | Asian Future: Giải phim điện ảnh xuất sắc nhất                                                             | Song lang                    | Đề cử         | [ 118 ] [ 119 ] |
| Liên hoan phim quốc tế Tokyo                                    | 2 tháng 11, 2018  | Giải Tokyo Gemstone                                                                                        | Liên Bỉnh Phát               | Đoạt giải     | [ 64 ] [ 119 ]  |
| Hiệp hội đạo diễn hình ảnh Úc                                   | 25 tháng 11, 2018 | Phim truyện điện ảnh: Chân máy vàng                                                                        | Bob Nguyễn                   | Đoạt giải     | [ 120 ]         |
| Hiệp hội đạo diễn hình ảnh Úc                                   | 25 tháng 11, 2018 | Đạo diễn hình ảnh Úc của năm                                                                               | Bob Nguyễn                   | Đoạt giải     | [ 120 ]         |
| Liên hoan phim quốc tế Hawaii                                   | 2 tháng 12, 2018  | Giải NETPAC cho phim châu Á–Thái Bình Dương xuất sắc nhất                                                  | Song lang                    | Đề cử         | [ 121 ]         |
| Giải thưởng Ngôi Sao Xanh                                       | 5 tháng 1, 2019   | Phim điện ảnh hay nhất                                                                                     | Song lang                    | Đoạt giải     | [ 122 ] [ 123 ] |
| Giải thưởng Ngôi Sao Xanh                                       | 5 tháng 1, 2019   | Nam diễn viên điện ảnh xuất sắc nhất                                                                       | Isaac                        | Đề cử         | [ 122 ] [ 123 ] |
| Giải thưởng Ngôi Sao Xanh                                       | 5 tháng 1, 2019   | Nam diễn viên điện ảnh xuất sắc nhất                                                                       | Liên Bỉnh Phát               | Đoạt giải     | [ 122 ] [ 123 ] |
| Giải thưởng Ngôi Sao Xanh                                       | 5 tháng 1, 2019   | Sáng tạo xuất sắc                                                                                          | Ghia Phạm                    | Đoạt giải     | [ 122 ] [ 123 ] |
| WeChoice Awards                                                 | 5 tháng 1, 2019   | Phim điện ảnh được yêu thích                                                                               | Song lang                    | Đề cử         | [ 124 ]         |
| Giải thưởng Hội Điện ảnh Thành phố Hồ Chí Minh                  | 25 tháng 1, 2019  | Phim xuất sắc nhất                                                                                         | Song lang                    | Đoạt giải     | [ 125 ]         |
| Giải thưởng Hội Điện ảnh Thành phố Hồ Chí Minh                  | 25 tháng 1, 2019  | Nam diễn viên chính xuất sắc nhất                                                                          | Liên Bỉnh Phát               | Đoạt giải     | [ 125 ]         |
| Giải thưởng Hội Điện ảnh Thành phố Hồ Chí Minh                  | 25 tháng 1, 2019  | Thiết kế mỹ thuật xuất sắc nhất                                                                            | Ghia Phạm                    | Đoạt giải     | [ 125 ]         |
| Liên hoan phim châu Á Sharm El-Sheikh                           | 8 tháng 3, 2019   | Đạo diễn xuất sắc nhất                                                                                     | Leon Lê                      | Đoạt giải     | [ 126 ]         |
| Liên hoan phim châu Á Sharm El-Sheikh                           | 8 tháng 3, 2019   | Giải thưởng Samir Farid                                                                                    | Song lang                    | Đoạt giải     | [ 126 ]         |
| Giải Cánh diều                                                  | 12 tháng 4, 2019  | Phim truyện điện ảnh xuất sắc                                                                              | Song lang                    | Cánh diều bạc | [ 111 ] [ 112 ] |
| Giải Cánh diều                                                  | 12 tháng 4, 2019  | Nam diễn viên chính xuất sắc                                                                               | Liên Bỉnh Phát               | Đoạt giải     | [ 111 ] [ 112 ] |
| Giải Cánh diều                                                  | 12 tháng 4, 2019  | Quay phim xuất sắc                                                                                         | Bob Nguyễn                   | Đoạt giải     | [ 111 ] [ 112 ] |
| Liên hoan phim châu Á San Diego                                 | 16 tháng 4, 2019  | Spring Showcase: Giải khán giả                                                                             | Song lang                    | Đoạt giải     | [ 127 ]         |
| Liên hoan phim quốc tế Bắc Kinh                                 | 18 tháng 4, 2019  | Giải Forward Future cho đạo diễn xuất sắc nhất                                                             | Leon Lê                      | Đoạt giải     | [ 70 ]          |
| Giải thưởng và liên hoan phim quốc tế ASEAN                     | 27 tháng 4, 2019  | Đạo diễn xuất sắc nhất                                                                                     | Leon Lê                      | Đề cử         | [ 128 ] [ 129 ] |
| Giải thưởng và liên hoan phim quốc tế ASEAN                     | 27 tháng 4, 2019  | Diễn viên nam phụ xuất sắc nhất                                                                            | Isaac                        | Đề cử         | [ 128 ] [ 129 ] |
| Giải thưởng và liên hoan phim quốc tế ASEAN                     | 27 tháng 4, 2019  | Dựng phim xuất sắc nhất                                                                                    | Leon Lê                      | Đề cử         | [ 128 ] [ 129 ] |
| Giải thưởng và liên hoan phim quốc tế ASEAN                     | 27 tháng 4, 2019  | Kịch bản xuất sắc nhất                                                                                     | Leon Lê Nguyễn Thị Minh Ngọc | Đoạt giải     | [ 128 ] [ 129 ] |
| Giải thưởng và liên hoan phim quốc tế ASEAN                     | 27 tháng 4, 2019  | Đạo diễn hình ảnh xuất sắc nhất                                                                            | Bob Nguyễn                   | Đề cử         | [ 128 ] [ 129 ] |
| Liên hoan phim châu Á Thái Bình Dương Los Angeles               | 11 tháng 5, 2019  | Giải ban giám khảo cho phim truyện quốc tế xuất sắc nhất                                                   | Song lang                    | Đoạt giải     | [ 130 ] [ 131 ] |
| Liên hoan phim LGBT quốc tế Tel Aviv                            | 15 tháng 6, 2019  | Giải khán giả cho phim truyện                                                                              | Song lang                    | Đoạt giải     | [ 132 ]         |
| Liên hoan phim LGBT Frameline San Francisco                     | 30 tháng 6, 2019  | Giải khán giả cho phim truyện xuất sắc nhất                                                                | Song lang                    | Đoạt giải     | [ 133 ]         |
| Liên hoan phim châu Á New York                                  | 14 tháng 7, 2019  | Giải khán giả                                                                                              | Song lang                    | Đoạt giải     | [ 134 ]         |
| Liên hoan phim quốc tế người Mỹ gốc Á                           | 3 tháng 8, 2019   | Giải khán giả cho phim truyện                                                                              | Song lang                    | Đoạt giải     | [ 135 ]         |
| Liên hoan phim quốc tế người Mỹ gốc Á                           | 3 tháng 8, 2019   | Đạo diễn mới nổi: Giải phim truyện                                                                         | Leon Lê                      | Đoạt giải     | [ 135 ]         |
| Liên hoan phim LGBT Fargo Moorhead                              | 13 tháng 8, 2019  | Quay phim xuất sắc nhất                                                                                    | Bob Nguyễn                   | Đoạt giải     | [ 136 ]         |
| Liên hoan phim All Genders, Lifestyles, and Identities          | 24 tháng 8, 2019  | Giải khán giả cho phim truyện                                                                              | Song lang                    | Đoạt giải     | [ 137 ]         |
| Liên hoan phim LGBTQ Atlanta – Out On Film                      | 11 tháng 10, 2019 | Phim truyện xuất sắc nhất                                                                                  | Song lang                    | Đoạt giải     | [ 113 ]         |
| Liên hoan phim LGBTQ Atlanta – Out On Film                      | 11 tháng 10, 2019 | Phim điện ảnh tiên phong xuất sắc nhất                                                                     | Song lang                    | Đoạt giải     | [ 113 ]         |
| Liên hoan phim LGBTQ Atlanta – Out On Film                      | 11 tháng 10, 2019 | Nam diễn viên chính xuất sắc nhất                                                                          | Liên Bỉnh Phát               | Đoạt giải     | [ 113 ]         |
| Liên hoan phim LGBTQ Atlanta – Out On Film                      | 11 tháng 10, 2019 | Đạo diễn xuất sắc nhất                                                                                     | Leon Lê                      | Đoạt giải     | [ 113 ]         |
| Đại hội Điện ảnh Việt Nam quốc tế                               | 13 tháng 10, 2019 | Phim điện ảnh xuất sắc nhất                                                                                | Song lang                    | Đoạt giải     | [ 138 ]         |
| Đại hội Điện ảnh Việt Nam quốc tế                               | 13 tháng 10, 2019 | Nam diễn viên chính xuất sắc nhất                                                                          | Liên Bỉnh Phát               | Đoạt giải     | [ 138 ]         |
| Đại hội Điện ảnh Việt Nam quốc tế                               | 13 tháng 10, 2019 | Giải khán giả cho phim điện ảnh xuất sắc nhất                                                              | Song lang                    | Đoạt giải     | [ 138 ]         |
| Liên hoan phim queer Seattle                                    | 20 tháng 10, 2019 | Phim truyện xuất sắc nhất                                                                                  | Song lang                    | Đoạt giải     | [ 114 ]         |
| Liên hoan phim LGBT Rochester – ImageOut                        | 26 tháng 10, 2019 | Giải khán giả cho phim truyện xuất sắc nhất                                                                | Song lang                    | Đoạt giải     | [ 139 ]         |
| Liên hoan phim gay & lesbian quốc tế Tampa Bay                  | 12 tháng 11, 2019 | Giải ban giám khảo – Runner Up: Phim truyện xuất sắc nhất                                                  | Song lang                    | Đoạt giải     | [ 140 ]         |
| LesGaiCineMad                                                   | 17 tháng 11, 2019 | Special Jury Mention                                                                                       | Song lang                    | Đoạt giải     | [ 141 ]         |
| Liên hoan phim quốc tế châu Á Philadelphia                      | 17 tháng 11, 2019 | Giải khán giả cho phim truyện xuất sắc nhất                                                                | Song lang                    | Đoạt giải     | [ 142 ]         |
| Liên hoan phim Việt Nam                                         | 27 tháng 11, 2019 | Phim truyện điện ảnh xuất sắc                                                                              | Song lang                    | Bông sen vàng | [ 109 ] [ 110 ] |
| Liên hoan phim Việt Nam                                         | 27 tháng 11, 2019 | Đạo diễn xuất sắc                                                                                          | Leon Lê                      | Đoạt giải     | [ 109 ] [ 110 ] |
| Liên hoan phim Việt Nam                                         | 27 tháng 11, 2019 | Họa sĩ thiết kế xuất sắc                                                                                   | Ghia Phạm                    | Đoạt giải     | [ 109 ] [ 110 ] |
| Liên hoan phim Việt Nam                                         | 27 tháng 11, 2019 | Âm thanh xuất sắc                                                                                          | Vũ Thành Long                | Đoạt giải     | [ 109 ] [ 110 ] |
| Liên hoan phim Việt Nam                                         | 27 tháng 11, 2019 | Nam diễn viên phụ xuất sắc                                                                                 | Isaac                        | Đoạt giải     | [ 109 ] [ 110 ] |
| Giải thưởng và liên hoan phim quốc tế Macao                     | 10 tháng 12, 2019 | The Asian Stars: Up Next Awards 2019                                                                       | Liên Bỉnh Phát               | Đoạt giải     | [ 143 ]         |
| Giải thưởng văn học nghệ thuật Việt Nam                         | 6 tháng 1, 2020   | Giải thưởng văn học nghệ thuật dành cho các hội viên là các Hội Văn học Nghệ thuật chuyên ngành Trung ương | Song lang                    | Đoạt giải     | [ 144 ]         |
| Liên hoan phim người Mỹ gốc Á Seattle                           | 26 tháng 2, 2020  | Giải khán giả cho phim truyện                                                                              | Song lang                    | Đoạt giải     | [ 115 ]         |
| Liên hoan phim người Mỹ gốc Á Seattle                           | 26 tháng 2, 2020  | Giải ban giám khảo cho phim truyện xuất sắc nhất                                                           | Song lang                    | Đoạt giải     | [ 115 ]         |
| Liên hoan phim quốc tế Spokane                                  | 6 tháng 3, 2020   | Giải khán giả cho phim truyện xuất sắc nhất                                                                | Song lang                    | Đoạt giải     | [ 145 ]         |
| Dallas VideoFest                                                | 5 tháng 4, 2020   | Phim truyện xuất sắc nhất                                                                                  | Song lang                    | Đoạt giải     | [ 146 ] [ 147 ] |
| Festival Mix: Cine y Diversidad Sexual                          | 15 tháng 11, 2020 | Giải Mariposa cho phim điện ảnh xuất sắc nhất                                                              | Song lang                    | Đoạt giải     | [ 116 ]         |
| Giải thưởng Sáng tạo Thành phố Hồ Chí Minh lần thứ 2 – năm 2021 | 30 tháng 12, 2021 | Giải nhì lĩnh vực Văn học nghệ thuật                                                                       | Song lang                    | Đoạt giải     | [ 148 ]         |
| Liên hoan phim quốc tế Thành phố Hồ Chí Minh lần 1 – năm 2024   | 13 tháng 4, 2024  | Phim về Thành phố Hồ Chí Minh xuất sắc nhất                                                                | Song lang                    | Đoạt giải     | [ 117 ]         |